# Hireboganhal, Koppal
Hireboganhal là một làng thuộc tehsil Koppal, huyện Koppal, bang Karnataka, Ấn Độ.